# معالي (بني سعد)

تعديل مصدري - تعديل

معالي هي إحدى قرى عزلة الوحاوح بمديرية بني سعد التابعة لمحافظة المحويت، بلغ تعداد سكانها 263 نسمة حسب تعداد اليمن لعام 2004.